# Bataille du cap Espérance
Vous lisez un « bon article » labellisé en 2013.
Pour un article plus général, voir Bataille de Guadalcanal.
Seconde Guerre mondiale – Pacifique
Batailles
Campagne de Guadalcanal

Terrestres : 
- Tulagi et Gavutu–Tanambog
- Tenaru
- Edson's Ridge
- Rivière Matanikau
- Henderson Field
- Offensive de la Matanikau
- Koli Point
- Carlson's patrol
- Monts Austen

Navales :
- Île de Savo
- Salomon orientales
- Cap Espérance
- Îles Santa Cruz
- Bataille navale de Guadalcanal
- Tassafaronga
- Ke
- Îles de Renell

La bataille du cap Espérance, également appelée seconde bataille de l'île de Savo (サボ島沖海戦) dans les sources japonaises, qui eut lieu les 11 et 12 octobre 1942, fut le troisième engagement naval entre la Marine impériale japonaise et la marine américaine durant la bataille de Guadalcanal dans le théâtre Pacifique de la Seconde Guerre mondiale.
Dans la nuit du 11 octobre, les forces navales japonaises de la zone des îles Salomon, sous le commandement de Gunichi Mikawa, organisèrent un important convoi de ravitaillement pour les troupes combattant à Guadalcanal. Le convoi était composé de deux transports d'hydravions et de six destroyers commandés par le contre-amiral Takatsugu Jōjima. Au même moment mais dans une opération séparée, trois croiseurs lourds et deux destroyers menés par le contre-amiral Aritomo Gotō devaient bombarder l'aéroport allié de Henderson Field sur l'île de Guadalcanal pour éliminer la menace posée par les appareils américains qui y étaient stationnés.
Peu avant minuit le 11 octobre, une flottille américaine de quatre croiseurs et de cinq destroyers, sous le commandement du contre-amiral Norman Scott, intercepta la flotte de Gotō alors qu'elle approchait de l'île de Savo au nord de l'île de Guadalcanal. Les Américains attaquèrent par surprise et mirent en déroute la flotte japonaise. Les navires de Scott coulèrent un croiseur et un destroyer japonais, endommagèrent sévèrement un autre croiseur, blessèrent mortellement Gotō et forcèrent le reste de la flotte japonaise à annuler sa mission de bombardement. Durant l'échange de feu, l'un des destroyers de Scott fut coulé et un croiseur et un destroyer furent sévèrement endommagés. Dans le même temps, le convoi de ravitaillement japonais réalisa sa mission à Guadalcanal et entama son voyage de retour sans avoir été repéré par la flotte de Scott. Dans la matinée du 12 octobre, quatre destroyers japonais de ce convoi furent détachés pour protéger la retraite des navires endommagés de Gotō. Des appareils américains basés à Henderson Field coulèrent deux de ces destroyers plus tard dans la journée.
Comme lors des précédentes batailles navales autour de Guadalcanal, l'issue stratégique ne fut pas claire car ni les Japonais ni les Américains ne parvinrent à sécuriser le contrôle des eaux autour de l'île. Néanmoins, la victoire du cap Espérance redonna le moral à la marine américaine après le désastre de la bataille de l'île de Savo en août.

## Contexte
Le 7 août 1942, les forces alliées (principalement des marines américains) débarquèrent à Guadalcanal, Tulagi et les îles Florida dans l'est des îles Salomon. Les débarquements devaient empêcher les Japonais d'utiliser ces îles comme des bases militaires pour menacer les routes de ravitaillement entre les États-Unis et l'Australie. Le contrôle de ces îles devait également servir de tremplin pour la campagne de reconquête des Salomon afin d'isoler ou de capturer la grande base japonaise de Rabaul et pour soutenir la campagne de Nouvelle-Guinée.
Prenant les Japonais par surprise, les Américains avaient sécurisé Tulagi et les îles alentour dans la soirée du 8 août et s'étaient emparés d'un aérodrome en construction à Guadalcanal, qu'ils achevérent et renommèrent Henderson Field. Les appareils alliés opérant depuis cette base formèrent ce qui fut appelé la Cactus Air Force (CAF) d'après le nom de code allié pour l'île.
En réponse, le quartier-général impérial japonais ordonna à la 17e armée de l'Armée impériale japonaise, basée à Rabaul sous le commandement du lieutenant-général Hyakutake Haruyoshi, de reprendre Guadalcanal. Le 19 août, diverses unités de la 17e armée commencèrent à arriver sur l'île.
Du fait de la menace posée par les appareils de la CAF, les Japonais ne purent utiliser leurs lents navires de transports pour débarquer et ravitailler les troupes sur l'île. Ils utilisèrent à la place des navires de guerre, essentiellement des croiseurs légers et des destroyers, pour faire l'aller-retour dans le détroit de Nouvelle-Géorgie en une seule nuit pour échapper aux attaques aériennes américaines. Cette méthode ne permettait cependant pas de transporter l'équipement lourd comme l'artillerie lourde, les véhicules et une grande partie de la nourriture et des munitions. De plus, ces destroyers étaient désespérément demandés pour la protection des convois. Ces transports à bord de navires rapides tout au long de la campagne de Guadalcanal furent appelés « Tokyo Express » par les Alliés et « Transport Rat » par les Japonais.

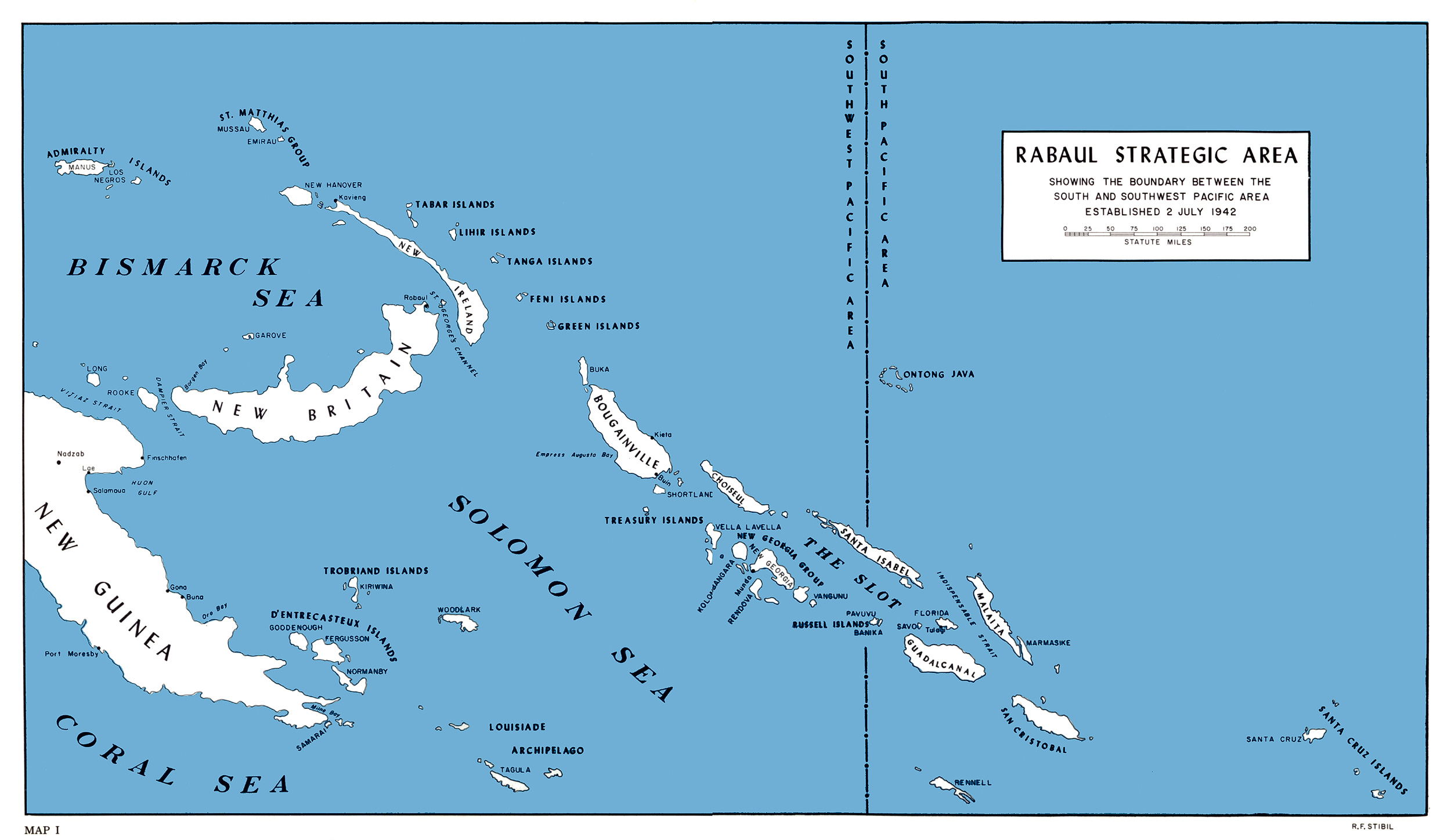
Carte des îles Salomon. La base japonaise de Rabaul se trouve en haut à gauche tandis que Guadalcanal est située à l'extrémité sud du détroit de Nouvelle-Géorgie (The Slot).

Grâce à leur grand nombre de navires, à leur base logistique bien positionnée à Rabaul et à leur victoire à la bataille de l'île de Savo au début du mois août, les Japonais avaient obtenu la supériorité maritime pendant la nuit. Cependant, les navires japonais se trouvant à portée des appareils américains de Henderson Field pendant la journée, soit à environ 320 km de la base aérienne, étaient en danger. Cette situation se prolongea pendant les mois d'août et de septembre 1942. Les Japonais tentèrent de reprendre l'aérodrome d'Henderson Field lors de la bataille de Tenaru le 21 août et lors de la bataille de la côte Edson les 12 et 14 septembre ; les deux offensives se soldèrent par de lourdes pertes japonaises.
Les Japonais planifièrent une nouvelle attaque pour le 20 octobre et redéployèrent les 2e et 38e divisions d'infanterie, soit un total de 17 500 hommes, depuis les Indes orientales néerlandaises jusqu'à Rabaul en vue de les transporter jusqu'à Guadalcanal. Du 14 septembre au 9 octobre, plusieurs opérations du « Tokyo Express » acheminèrent les soldats de la 2e division et le général Hyakutake à Guadalcanal. La marine japonaise promit de soutenir l'offensive de l'armée de terre en transportant les troupes, les équipements et le ravitaillement nécessaire sur l'île et en organisant des attaques aériennes et des bombardements navals de l'aérodrome.
Dans le même temps, le major-général Millard Harmon, le commandant des forces de l'armée de terre américaine dans le Pacifique sud, convainquit le vice-amiral Robert L. Ghormley, commandant en chef des forces alliées dans le Pacifique sud, que les marines à Guadalcanal devaient être immédiatement renforcés si les Alliés voulaient défendre l'île contre la prochaine offensive japonaise. Par conséquent, les 2 837 hommes du 164e régiment d'infanterie de la 28e division américaine furent redéployés de Nouvelle-Calédonie jusqu'à Guadalcanal où ils devaient arriver le 13 octobre.

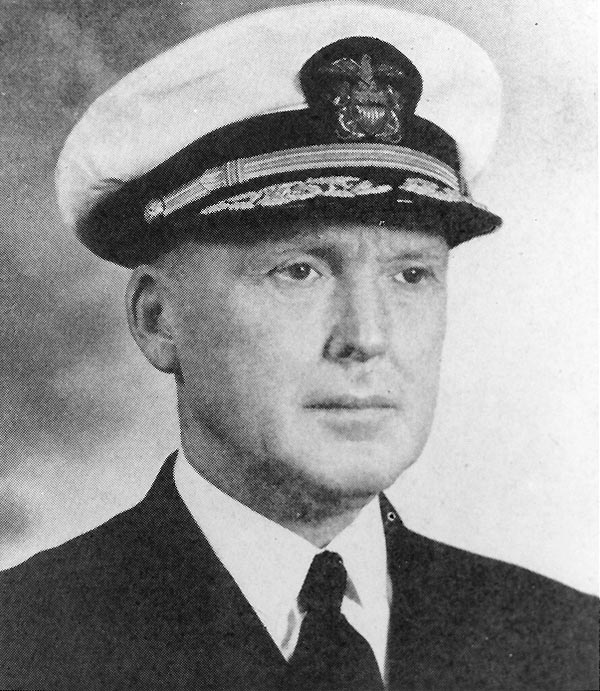
Le contre-amiral américain Norman Scott.

Pour protéger le transport du 164e régiment jusqu'à Guadalcanal, Ghormley ordonna à la task force 64 (TF 64) composée de quatre croiseurs (USS San Francisco, USS Boise, USS Salt Lake City et USS Helena) et de cinq destroyers (USS Farenholt, USS Duncan, USS Buchanan, USS McCalla et USS Laffey) commandés par le contre-amiral Norman Scott, d'intercepter et de détruire tous les navires japonais approchant de Guadalcanal et menaçant le convoi. Scott mena une mission d'entraînement nocturne avec ses navires le 8 octobre avant de prendre position au sud de Guadalcanal près de Rennell le 9 octobre pour être prêt à intercepter tout mouvement japonais vers le sud des Salomon. La présence de la flotte de l'amiral Scott représentait la première véritable tentative américaine pour reprendre le contrôle nocturne des eaux autour de Guadalcanal.
Poursuivant les préparations de l'offensive d'octobre, le vice-amiral japonais Gunichi Mikawa, commandant la 8e flotte basée à Rabaul, planifia une importante opération du « Tokyo Express » pour la nuit du 11 au 12 octobre. Les transports d'hydravions Nisshin et Chitose furent utilisés pour acheminer 728 soldats et de l'équipement lourd dont quatre obusiers de 149 mm, deux canons de montagne de 75 mm, un canon antiaérien et une grande quantité de munitions depuis les bases navales des îles Shortland et de Bougainville jusqu'à Guadalcanal. Les deux navires étaient accompagnés de six destroyers dont cinq transportaient des troupes. Le convoi fut placé sous le commandement du contre-amiral Takatsugu Jōjima. Dans une opération simultanée mais distincte, les trois croiseurs lourds du contre-amiral Aritomo Gotō, l'Aoba, le Kinugasa et le Furutaka, devaient bombarder Henderson Field pour détruire la CAF et les installations aériennes. Deux destroyers, le Fubuki et l'Hatsuyuki, assuraient la couverture des trois croiseurs lourds. Les navires américains n'avaient pas encore essayé d'empêcher les missions du « Tokyo Express » à destination de Guadalcanal et les Japonais ne s'attendaient à aucune opposition de la part des navires américains pendant la nuit.

## Bataille

### Prélude

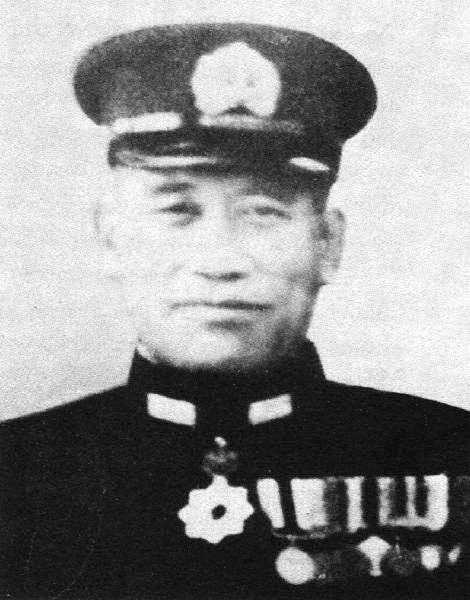
Le contre-amiral japonais Aritomo Gotō.

Le 11 octobre à 8 h, le convoi de ravitaillement de Jōjima quitta son ancrage dans les îles Shortland et commença sa traversée de 400 km vers Guadalcanal dans le détroit de Nouvelle-Guinée. Les six destroyers accompagnant le Nisshin et le Chitose étaient l'Asagumo, le Natsugumo, le Yamagumo, le Shirayuki, le Murakumo et l'Akizuki. Gotō quitta les îles Shortland pour Guadalcanal à 14 h le même jour.
Pour protéger le convoi de la CAF, les Japonais planifièrent deux attaques aériennes d'Henderson Field depuis les bases de Rabaul, de Kavieng et Buin pour le 11 octobre. 17 chasseurs Mitsubishi A6M Zero mitraillèrent Henderson Field juste après midi mais ne parvinrent pas à détruire des appareils américains. Une seconde vague de 45 bombardiers Mitsubishi G4M Betty et de 30 Zero arriva au-dessus de l'aérodrome 45 minutes plus tard. Au cours des combats, un bombardier japonais et deux chasseurs américains furent abattus. Les Japonais ne parvinrent pas à causer des dégâts importants mais ils empêchèrent les appareils américains de repérer et d'attaquer le convoi de ravitaillement. Durant la progression du convoi dans le détroit de Nouvelle-Guinée, les chasseurs japonais de Buin assurèrent la couverture aérienne des navires. Cette protection était jugée si importante que les derniers appareils déployés pendant la journée devaient rester au-dessus du convoi jusqu'à la tombée de la nuit et amerrir avant d'être secourus par les destroyers de l'escorte ; seul un seul des six pilotes fut récupéré.
Les appareils de reconnaissance alliés repérèrent le convoi de ravitaillement à 340 km au nord de Guadalcanal entre les îles de Kolombangara et de Choiseul à 14 h 45 ; le rapport indiquait la présence de deux « croiseurs » et de six destroyers. La force de Gotō suivant le convoi ne fut pas repérée. Ayant appris la présence des navires japonais à 16 h 7, Scott se mit en marche pour intercepter la flotte japonaise. Le plan de Scott était simple : ses navires avanceraient en colonne avec ses destroyers à l'avant et à l'arrière et ses croiseurs au milieu. Les destroyers devaient illuminer les cibles avec des projecteurs et lancer leurs torpilles tandis que les croiseurs avaient l'ordre d'ouvrir le feu sur toutes les cibles disponibles sans attendre les ordres. Les appareils embarqués à bord des croiseurs, lancés avant la bataille, devaient repérer les navires japonais et transmettre leur position. Même si l'USS Helena et l'USS Boise embarquaient le nouveau radar SG plus efficace, Scott choisit l'USS San Francisco comme son navire-amiral.
À 22 h, alors que les navires de Scott approchaient du cap Hunter au nord-ouest de Guadalcanal, trois de ses croiseurs lancèrent des hydravions. L'un d'eux s'écrasa au décollage mais les deux autres patrouillèrent au-dessus des îles de Savo et de Guadalacanal. Au moment du lancement des hydravions, la flotte de Jōjima passait juste la pointe montagneuse du Nord-Ouest de Guadalcanal et aucune des deux flottes ne réalisa la présence de l'autre. À 22 h 20, Jōjima contacta Gotō et lui dit qu'aucun navire américain ne se trouvait dans la zone. Néanmoins lorsque les navires de Jōjima entendirent les hydravions de Scott au-dessus d'eux pendant qu'ils déchargeaient leur ravitaillement sur la côte nord de Guadalcanal, ils ne parvinrent pas à prévenir Gotō.
À 22 h 33, juste après avoir franchi le cap Espérance, les navires de Scott se mirent en formation de combat. La colonne était menée par l'USS Farenholt, l'USS Duncan, l'USS Laffey suivis par les croiseurs USS San Francisco, USS Boise, USS Salt Lake City et l'USS Helena. Les destroyers USS Buchanan et USS McCalla formaient l'arrière de la colonne. Les navires étaient espacés d'environ 460 et 640 m et la visibilité était faible car la lune n'était pas visible.

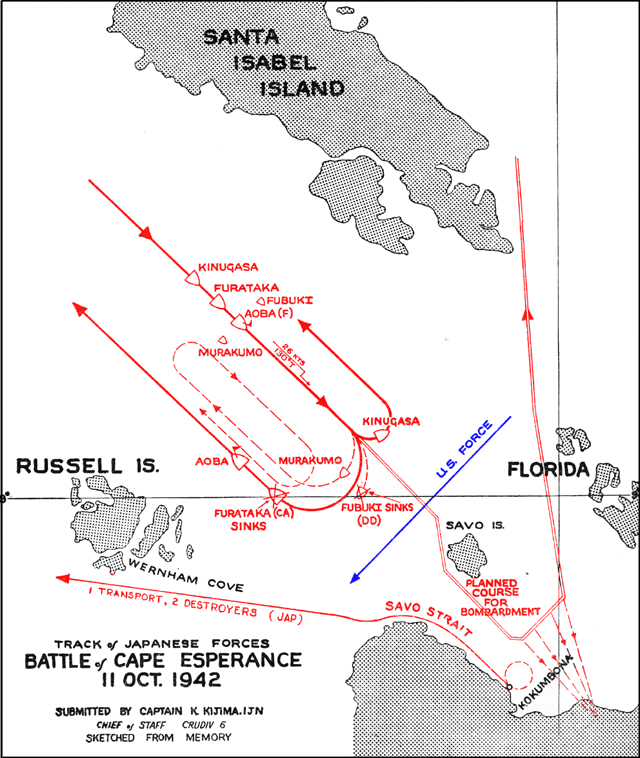
Carte montrant les mouvements des flottes de Gotō et de Jōjima durant la bataille. La ligne grise fine contournant l'île de Savo indique le trajet d'approche planifié par Gotō pour sa mission de bombardement.

La flotte de Gotō affronta plusieurs grains durant leur approche de Guadalcanal à 56 km/h. Le navire-amiral de Gotō, l'Aoba menait la colonne des croiseurs japonais et était suivi par le Furutaka et le Kinugasa. Le destroyer Fubuki était à tribord de l'Aoba et l'Hatsuyuki se trouvait à bâbord. À 23 h 30, les navires de Gotō émergèrent du dernier grain et apparurent sur les écrans radars de l'USS Helena et de l'USS Salt Lake City. Comme les navires japonais n'étaient pas équipés de radars, ils ne repérèrent pas la flotte américaine.

### Affrontement
À 23 h, l'hydravion de l'USS San Francisco repéra les navires japonais au large de Guadalcanal et rapporta leur position à Scott. Ce dernier, considérant que d'autres navires japonais étaient probablement toujours en route, poursuivit son cap vers l'ouest de l'île de Savo. À 23 h 33, Scott ordonna à sa colonne de mettre le cap au sud-ouest selon un cap de 230°. Tous les navires américains comprirent l'ordre comme étant un mouvement de colonne à l'exception du propre navire de Scott, l'USS San Francisco. Alors que le premier destroyer de tête exécutait le mouvement de colonne, l'USS San Francisco vira simultanément de bord. L'USS Boise, derrière lui, suivit immédiatement la manœuvre et les trois destroyers de tête se retrouvèrent à l'écart de la formation.
À 23 h 32, le radar de l'USS Helena montra les navires japonais à environ 25 300 m. À 23 h 35, les radars de l'USS Boise et de l'USS Duncan repérèrent à leur tour les navires japonais. Entre 23 h 42 et 23 h 44, les deux navires rapportèrent leurs observations à Scott qui crut à tort que les deux croiseurs avaient repéré les trois destroyers américains chassés de la formation par le mouvement de colonne. Scott demanda par radio à l'USS Farenholt s'il tentait de retrouver sa position à la tête de la colonne. L'USS Farenholt répondit : « Affirmatif, arrivons sur votre tribord », ce qui confirma l'intuition de Scott selon laquelle les radars suivaient ses propres destroyers.
À 23 h 45, l'USS Farenholt et l'USS Laffey, ignorant toujours l'approche des navires de Gotō, augmentèrent leur vitesse pour revenir à l'avant de la colonne américaine. L'équipage de l'USS Duncan, pensant cependant que les deux destroyers commençaient leur attaque des navires japonais, accrut sa vitesse pour lancer une torpille contre les navires japonais sans en informer Scott. Le radar de l'USS San Francisco repéra les Japonais, mais Scott n'en fut pas informé. À 23 h 45, les bâtiments japonais se trouvaient à seulement 4 600 m de la formation de Scott et furent repérés par les vigies des USS Helena et Salt Lake City. La formation américaine se trouvait à ce moment capable de barrer le T à la flotte japonaise et avait donc un avantage tactique important. À 23 h 46, supposant toujours que Scott était au courant de l'approche rapide des navires japonais, l'USS Helena demanda la permission d'ouvrir le feu avec la procédure générale, Interrogatory Roger, signifiant en gros « sommes-nous autorisés à agir ? » Scott répondit par Roger, signifiant uniquement que le message avait été reçu, pas qu'il accordait l'autorisation d'agir. Ayant reçu cette réponse, l'USS Helena considéra qu'elle avait la permission d'agir et ouvrit le feu avant d'être rapidement suivi par l'USS Boise, l'USS Salt Lake City et, à la surprise de Scott, par l'USS San Francisco.

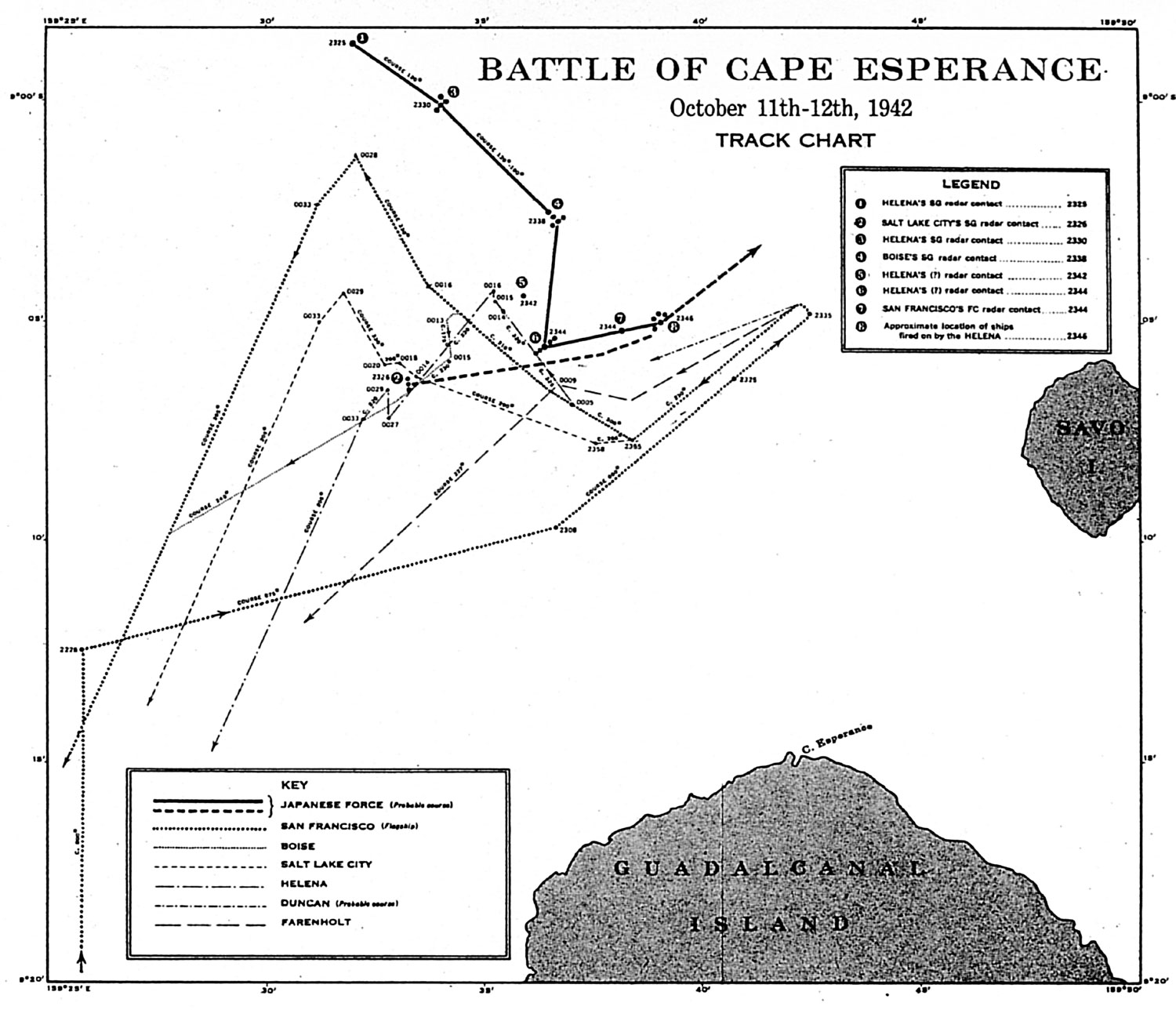
Les trajectoires des navires américains (lignes inférieures) sont bien définies sur cette carte de la marine américaine mais celles des navires japonais sont moins précises (lignes supérieurs plus sombres).

Les navires de Gotō furent pris par surprise. À 23 h 43, les vigies de l'Aoba avaient repéré la flotte de Scott mais Gotō supposa qu'il s'agissait des navires de Jōjima. Deux minutes plus tard, les vigies rapportèrent que les navires étaient américains, mais Gotō restait sceptique et ordonna à ses navires d'émettre des signaux d'identification. Alors que l'équipage commençait à exécuter l'ordre, les premiers obus américains touchèrent la superstructure de l'Aoba. Le croiseur japonais fut rapidement touché par une quarantaine d'obus de l'USS Helena, l'USS Salt Lake City, l'USS San Francisco, l'USS Farenholt et l'USS Laffey. Les projectiles endommagèrent sévèrement les systèmes de communication de l'Aoba et démolirent deux de ses principales tourelles ainsi que les organes de visée. Plusieurs obus de gros calibre traversèrent la passerelle de l'Aoba sans exploser, mais le souffle tua de nombreux marins et blessa mortellement Gotō.
Scott, toujours pas convaincu de l'identité des navires visés et craignant de toucher ses propres destroyers, ordonna l'arrêt des tirs à 23 h 47 même si tous les navires ne respectèrent pas l'ordre. Scott demanda à l'USS Farenholt d'émettre ses signaux d'identification et, lorsque Scott vit que le navire était proche de sa formation, il autorisa la reprise des tirs à 23 h 51.
L'Aoba, continuant de recevoir des obus, vira sur tribord pour avancer sur la formation de Scott et commença à déployer un écran de fumée qui convainquit la plupart des navires américains qu'il était en train de couler. Les navires américains orientèrent alors leurs tirs sur le Furutaka qui suivait l'Aoba. À 23 h 49, le tube lance-torpilles du Furutaka fut touché, et l'incendie qui se déclara attira encore plus de projectiles américains. À 23 h 58, une torpille lancée par l'USS Buchanan percuta le Furutaka dans sa salle des machines avant et causa de graves dégâts. Dans le même temps, l'USS San Francisco et l'USS Boise repérèrent le Fubuki à environ 1 300 m et ouvrirent le feu sur lui. La plupart des autres navires américains firent de même et, lourdement endommagé, le Fubuki commença à couler. Le Kinugasa et le Hatsuyuki virèrent sur bâbord au lieu de tribord et échappèrent à l'attention immédiate des navires de Scott.
Durant l'échange de tir, l'USS Farenholt fut touché à plusieurs reprises par des tirs américains et japonais qui tuèrent plusieurs hommes. Il échappa aux tirs croisés en passant devant l'USS San Francisco et en arrivant sur le flanc dégagé de la colonne de Scott. L'USS Duncan, toujours engagé dans son attaque à la torpille, fut également touché par les tirs croisés, prit feu et essaya en vain de s'extraire de la zone des tirs.

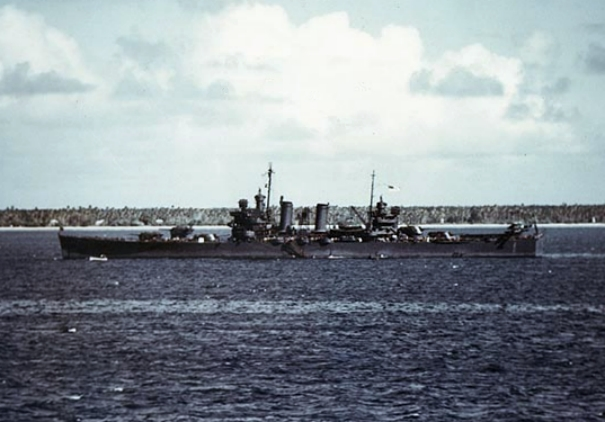
Le croiseur USS Boise à Espiritu Santo dans les Nouvelles-Hébrides en août 1942.

Alors que les navires japonais tentaient de s'échapper, la flotte de Scott resserra sa formation pour poursuivre les navires de Gotō en retraite. À 0 h 6, deux torpilles du Kinugasa manquèrent de justesse l'USS Boise. Ce dernier et l'USS Salt Lake City orientèrent leurs projecteurs pour aider au ciblage des navires japonais, ce qui offrit une cible parfaite pour les artilleurs du Kinugasa. À 0 h 10, deux obus touchèrent les magasins à munitions de l'USS Boise entre les tourelles une et deux. L'explosion qui suivit tua près de 100 hommes et faillit briser le navire en deux. L'eau de mer s'engouffra dans les déchirures de la coque et aida à éteindre l'incendie avant que celui-ci ne fasse exploser le reste des munitions. L'USS Boise fit immédiatement une embardée pour sortir de la colonne et quitter l'affrontement. Le Kinugasa et l'USS Salt Lake City échangèrent des tirs ; le premier fut légèrement endommagé et le second fut touché au niveau de ses chaudières, ce qui réduisit sa vitesse.
À 0 h 16, Scott ordonna à ses navires de mettre le cap à 330° pour essayer de poursuivre les navires japonais en retraite. Les navires de Gotō disparurent rapidement et tous les tirs cessèrent vers 0 h 20. La formation américaine commença à se déliter et Scott mit le cap à 205° pour quitter la zone des combats.

### Retraite
Durant le combat entre les navires de Scott et de Gotō, le groupe de ravitaillement de Jōjima termina de décharger son ravitaillement à Guadalcanal et entreprit son voyage de retour sans être repéré par les Américains en passant au sud des îles Russel et de Nouvelle-Géorgie. Malgré ses dégâts sévères, l'Aoba parvint à rejoindre le Kinugasa et à se retirer vers le nord dans le détroit de Nouvelle-Géorgie. La salle des machines du Furutaka était très endommagée et le navire s'arrêta à 0 h 50, avant de couler à 2 h 28 à 35 km au nord-ouest de l'île de Savo. L'Hatsuyuki récupéra les survivants du croiseur et poursuivit sa retraite vers le nord.
L'USS Boise parvint à éteindre les incendies vers 2 h 40 et à rejoindre la formation de Scott à 3 h 5. Ravagé par les flammes, l'USS Duncan fut abandonné par son équipage à 2 h. Ignorant le sort de l'USS Duncan, Scott détacha l'USS McCalla pour le retrouver et le ramener à Nouméa où la formation américaine arriva le 13 octobre. L'USS McCalla localisa le destroyer en feu et abandonné vers 3 h, et plusieurs marins tentèrent de le maintenir à flot, mais le navire coula finalement à 12 h à 10 km au nord de l'île de Savo. Les survivants de l'USS Duncan furent secourus par l'USS McCalla et par des navires déployés depuis Guadalcanal. Alors qu'ils secouraient les marins de l'USS Duncan, les Américains arrivèrent à proximité de la centaine de survivants du Fubuki qui flottaient dans la même zone. Les Japonais refusèrent initialement d'être secourus mais acceptèrent finalement un jour plus tard.

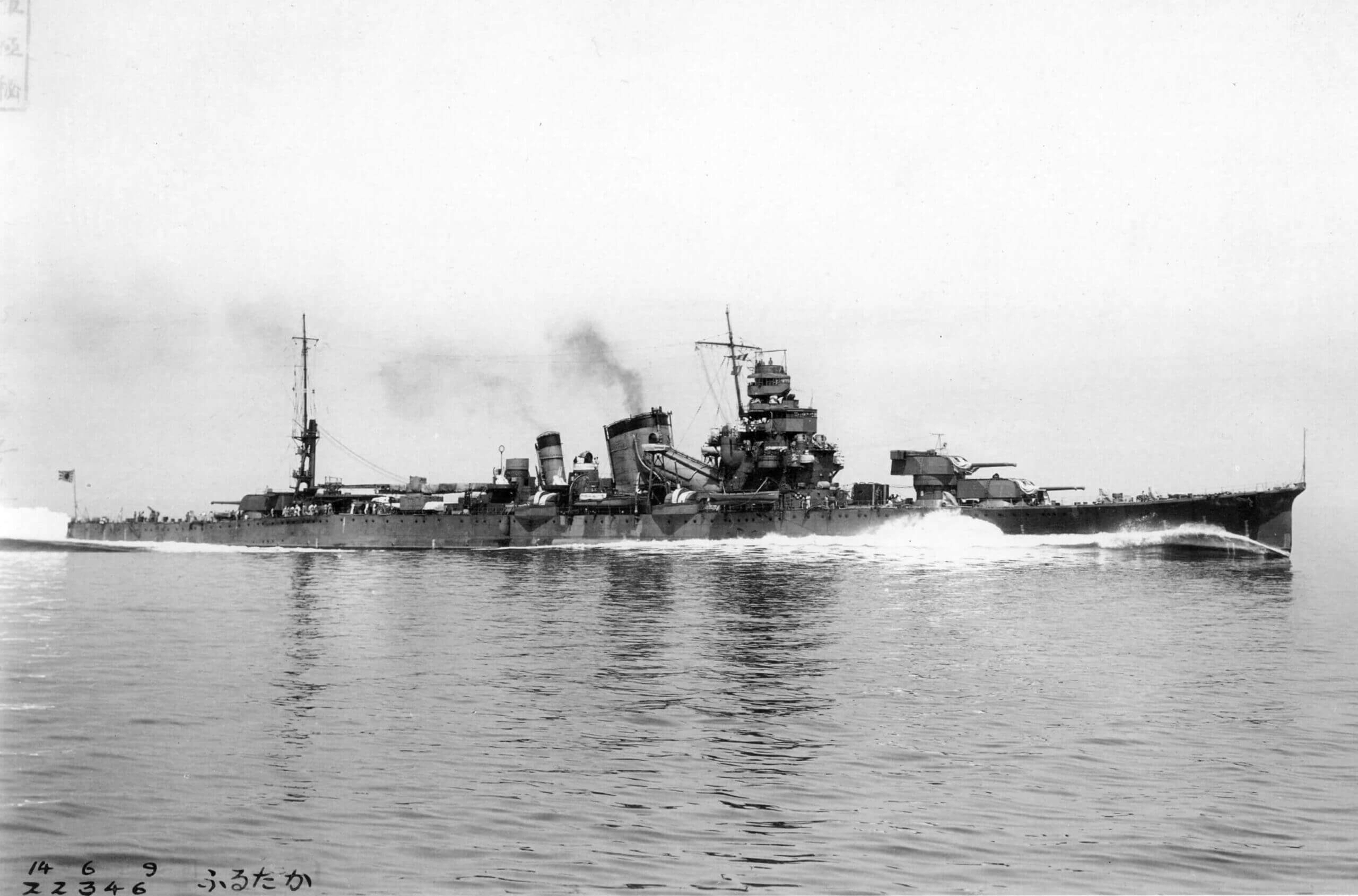
Le croiseur japonais Furutaka pendant des essais de vitesse en juin 1939.

Apprenant l'affrontement entre les flottes américaine et japonaise, Jōjima détacha les destroyers Shirayuki et Murakumo pour assister le Furutaka, ou ses survivants, et l'Asagumo et le Natsugumo au point de rendez-vous avec le Kinugasa, qui avait fait une pause dans sa retraite pour couvrir le retrait des navires de Jōjima. À 7 h, cinq bombardiers en piqué Douglas SBD Dauntless basés à Henderson Field attaquèrent le Kinugasa, mais sans causer de dommages. À 8 h 20, onze autres SBD Dauntless repérèrent et bombardèrent le Shirayuki et le Murakumo. Aucun des navires ne fut directement touché, mais une bombe tomba juste à côté du Murakumo et cela entraîna une fuite de carburant. Quelque temps plus tard, sept autres SBD Dauntless, six bombardiers-torpilleurs Grumman TBF Avenger et quatorze chasseurs Grumman F4F Wildcat suivirent la nappe de carburant du Murakumo et retrouvèrent les deux destroyers à 270 km de Guadalcanal. Durant l'attaque, la salle des machines du Murakumo fut touchée par une torpille et le navire fut obligé de s'arrêter. Dans le même temps, l'Aoba et l'Hatsuyuki atteignirent la base japonaise dans les îles Shortland à 10 h.
Alors qu'ils se portaient au secours du Murakumo, l'Asagumo et le Natsugumo furent attaqués à 15 h 45 par un autre groupe de onze bombardiers SBD Dauntless et TBF Avenger, escorté par douze chasseurs basés à Henderson Field. Un bombardier en piqué largua sa bombe presque directement au milieu du Natsugumo tandis que deux autres bombes tombèrent à proximité du navire et accrurent les dégâts. L'Asagumo recueillit les survivants et le Natsugumo coula à 16 h 27. Les appareils de la Cactus Air Force attaquèrent à nouveau le Murakumo immobile et ce dernier prit feu. Les survivants furent récupérés par le Shirayuki qui saborda le navire avec une torpille avant de rejoindre le reste des navires japonais dans leur retraite vers les îles Shortland.

## Conséquences

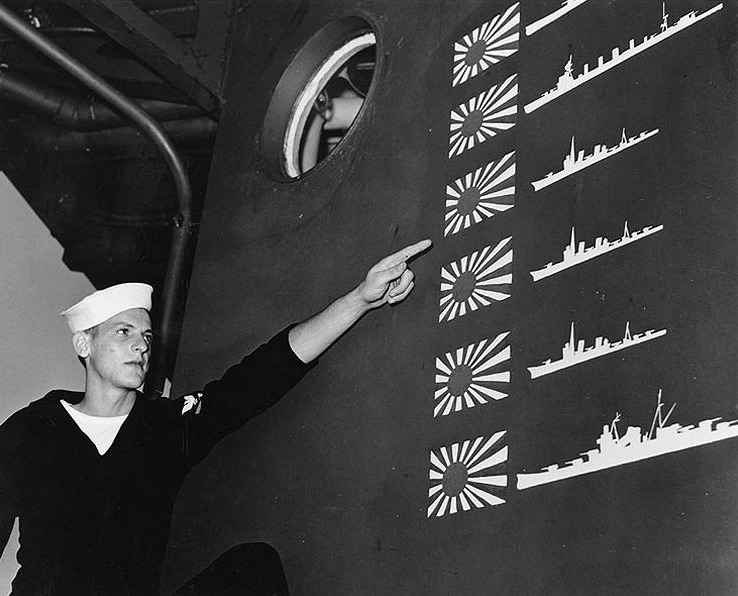
Un marin américain montre le tableau d'affichage de l'USS Boise après le retour du navire aux États-Unis pour y être réparé en novembre 1942. Le tableau indique que l'USS Boise participa à la destruction de trois croiseurs et trois destroyers, ce qui était largement exagéré par rapport aux pertes réelles des Japonais.

Le capitaine Kikunori Kijima, le chef d'état-major de Gotō et le commandant de la flotte de bombardement après la mort de ce dernier, affirma que sa force avait coulé deux croiseurs américains et un destroyer. Le capitaine du Furutaka, qui avait survécu au naufrage de son navire, fit porter la responsabilité de la perte de son croiseur sur une mauvaise reconnaissance aérienne et sur le commandement défaillant de l'état-major de la 8e flotte de l'amiral Mikawa. Même si la mission de bombardement de Gotō avait échoué, le convoi de Jōjima était parvenu à transporter les hommes et les équipements nécessaires à Guadalcanal. L'Aoba fut renvoyé au chantier naval de Kure au Japon et les réparations furent achevées le 15 février 1943. Le Kinugasa fut coulé un mois plus tard durant la bataille navale de Guadalcanal.
Scott avança que sa flotte avait coulé trois croiseurs et quatre destroyers japonais. Les nouvelles de la victoire furent largement diffusées dans les médias américains. L'USS Boise, qui fut renvoyé au chantier naval de Philadelphie, fut surnommé la « flotte d'un navire » par la presse du fait de ses exploits durant la bataille mais cela était en grande partie lié au fait que les noms des autres navires furent initialement gardés secrets pour des raisons de sécurité. L'USS Boise resta en réparations jusqu'au 20 mars 1943.
Bien qu'elle fût une victoire tactique américaine, la bataille du cap Espérance eut peu d'effets immédiats sur la situation à Guadalcanal. Dans la nuit du 14 au 15 octobre, les cuirassés japonais Kongō et Haruna bombardèrent et causèrent de sévères dégâts à la base d'Henderson Field. Un jour plus tard, un important convoi japonais parvint à transporter 4 500 hommes sur l'île. Ces troupes et les équipements complétèrent les préparatifs japonais pour l'offensive planifiée pour le 23 octobre. Les renforts américains déployés comme prévu le 13 octobre jouèrent un rôle important dans la victoire alliée décisive lors de la bataille d'Henderson Field entre les 23 et le 26 octobre.
La victoire du cap Espérance empêcha cependant les Américains d'évaluer correctement les capacités et les tactiques japonaises dans les combats nocturnes. Les Américains ignoraient encore la portée et la puissance des torpilles, l'efficacité des systèmes de télémétrie et l'habileté tactique des commandants japonais. Appliquant les leçons supposément apprises dans la bataille, les commandants américains considéraient que leur artillerie navale était supérieure aux torpilles japonaises. Cette croyance fut sévèrement éprouvée deux mois plus tard lors de la bataille de Tassafaronga. Un officier subalterne de l'USS Helena écrivit par la suite, « le cap Espérance fut une bataille à trois au cours de laquelle la chance fut le principal vainqueur ».

#### Ouvrages
- (en) Charles O. Cook, The Battle of Cape Esperance : Encounter at Guadalcanal, Naval Institute Press, 1992 (ISBN 1-55750-126-2).
- (en) Andrieu D'Albas, Death of a Navy : Japanese Naval Action in World War II, Devin-Adair Pub, 1965 (ISBN 0-8159-5302-X).
- (en) Paul S. Dull, A Battle History of the Imperial Japanese Navy, 1941-1945, Naval Institute Press, 1978, 402 p. (ISBN 0-87021-097-1).
- (en) Richard B. Frank, Guadalcanal : The Definitive Account of the Landmark Battle, New York, Penguin Group, 1990, 800 p. (ISBN 0-14-016561-4).
- (en) Samuel B. Griffith, The Battle for Guadalcanal, Champaign, Illinois, États-Unis, University of Illinois Press, 1963, 282 p. (ISBN 0-252-06891-2, présentation en ligne).
- (en) Samuel Eliot Morison, « The Struggle for Guadalcanal, August 1942 - February 1943 », dans History of United States Naval Operations in World War II, vol. 5, Boston, Little, Brown and Company, 1958 (ISBN 0-316-58305-7).
- (en) Gordon L. Rottman et Duncan Anderson, Japanese Army in World War II : The South Pacific and New Guinea, 1942-43, Oxford and New York, Osprey, 2005 (ISBN 1-84176-870-7).

#### Sources en ligne
- (en) Bob Hackett, Sander Kingsepp, « HIJMS Aoba : Tables des déplacements », sur Imperial Japanese Navy Page (CombinedFleet.com) (consulté le 14 juin 2006).
- (en) Bob Hackett, Sander Kingsepp, « IJN Chitose : Tables des déplacements », sur Imperial Japanese Navy Page (CombinedFleet.com), 1998-2006 (consulté le 14 juin 2006).
- (en) Bob Hackett, Sander Kingsepp, « HIJMS Furutaka : Tables des déplacements », sur Imperial Japanese Navy Page (CombinedFleet.com) (consulté le 14 juin 2006).
- (en) Bob Hackett, Sander Kingsepp, « HIJMS Kinugasa : Tables des déplacements », sur Imperial Japanese Navy Page (CombinedFleet.com) (consulté le 14 juin 2006).
- (en) Mark Horan, « Battle of Cape Esperance », sur Order of Battle (consulté le 17 mai 2006).
- (en) Frank O. Hough, « Pearl Harbor to Guadalcanal », sur History of U.S. Marine Corps Operations in World War II (consulté le 16 mai 2006).
- (en) Tim Lanzendörfer, « Stumbling Into Victory : The Battle of Cape Esperance », sur The Pacific War: The U.S. Navy (consulté le 16 mai 2006).
- (en) Allyn D. Nevitt, « IJN Fubuki : Tables des déplacements », sur Imperial Japanese Navy Page (CombinedFleet.com), 1998 (consulté le 14 juin 2006).
- (en) Allyn D. Nevitt, « IJN Hatsuyuki : Tables des déplacements », sur Imperial Japanese Navy Page (CombinedFleet.com), 1998 (consulté le 14 juin 2006).
- (en) Allyn D. Nevitt, « IJN Murakumo : Tables des déplacements », sur Imperial Japanese Navy Page (CombinedFleet.com), 1998 (consulté le 14 juin 2006).
- (en) Allyn D. Nevitt, « IJN Natsugumo : Tables des déplacements », sur Imperial Japanese Navy Page (CombinedFleet.com), 1998 (consulté le 14 juin 2006).
- (en) Office of Naval Intelligence, « The Battle of Cape Esperance 11 October 1942 », sur Combat Narrative, Publications Branch, Office of Naval Intelligence, United States Navy, 1943 (consulté le 17 mai 2006) – quelque peu imprécis car il fut rédigé pendant la guerre.
- (en) Robert G. Tobin, « Report of Action off Savo Island, Solomons, Night of 11-12 October 1942. », sur Destroyer History Home Page (DestroyerHistory.org), 23 octobre 1942 (consulté le 14 juin 2006) – copie du compte-rendu de la bataille par le commandant de l'Escadre 12.
- (en) Anthony P. Tully, « IJN Nisshin : Tables des déplacements », sur Imperial Japanese Navy Page (CombinedFleet.com), 2003 (consulté le 14 juin 2006).